# All the Lost Souls
All the Lost Souls is het tweede studioalbum van de Britse zanger James Blunt, en kwam uit op 17 september 2007. Het album werd het eerst geïntroduceerd in Nederland.
Het album had toen het uitkwam in Nederland al direct de gouden status, wat erop neerkomt dat er minstens 35.000 exemplaren van verkocht zijn. De eerste single van dit album, die 1973 is getiteld, is in heel Europa direct een grote hit. Geholpen door Radio 538, dat het nummer uitroept tot Alarmschijf, haalt het nummer de 8e plaats in de Nederlandse top 40.
In december 2007 komt een nieuwe single uit: Same Mistake. Die haalt eveneens de Top 40 maar komt niet verder dan nummer 29. In maart 2008 verschijnt de single Carry You Home, die blijft hangen in de Tipparade. Vlak daarna treedt Blunt op 17 maart 2008 op in Ahoy.

## Tracklist
| 1.                 | 1973                       | 4:40 |
| 2.                 | One of the Brightest Stars | 3:12 |
| 3.                 | I'll Take Everything       | 3:05 |
| 4.                 | Same Mistake               | 4:59 |
| 5.                 | Carry You Home             | 3:57 |
| 6.                 | Give Me Some Love          | 3:37 |
| 7.                 | I Really Want You          | 3:30 |
| 8.                 | Shine On                   | 4:27 |
| 9.                 | Annie                      | 3:29 |
| 10.                | I Can't Hear the Music     | 3:45 |
| Totale duur: 38:39 |                            |      |